# Ultramontanismo

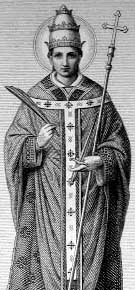
Una imagen del papa Alejandro I. Los católicos ultramontanos destacaban la autoridad del papa sobre los asuntos temporales de los gobiernos civiles, así como sobre los asuntos espirituales de la Iglesia.

Ultramontanismo y ultramontano hacen referencia a una propuesta sobre el tipo de relación que debe mediar entre la Iglesia católica y los Estados con los que mantiene concordatos. Afirma la primacía espiritual y jurisdiccional del papa sobre el poder político y por consiguiente la subordinación de la autoridad civil a la autoridad eclesiástica. Es la tendencia opuesta al galicanismo, que propone el desarrollo de una iglesia nacional independiente de Roma, y al episcopalismo, que defiende la primacía de los obispos sobre el Papa. Se trata de una doctrina parecida a la del llamado cesaropapismo, pero decantada claramente a favor del sumo pontífice.
La Real Academia Española, en la tercera acepción que avanza del término, define el «ultramontano» como un “partidario o defensor del más alto poder y amplias facultades del papa”.
En la actualidad, los sectores católicos ultramontanos son aquellos que defienden posiciones integristas, es decir contrarias a la separación de la Iglesia y el Estado y al laicismo dictados por el Concilio Vaticano II (1962-1965).

## Etimología
El sustantivo ultramontanismo parece tomar su origen de los términos «ultra» (más allá) y «mons» (montaña) y en concreto del adjetivo ultramontano, con el que los italianos, durante la Edad Media, solían referirse a aquellos que nacieron en Francia y Alemania. Ultramontano significa «más allá de las montañas», en referencia a los Alpes que separan a Italia y, estratégicatemente, al Vaticano de dichos países. Así, a los papas de regiones no italianas, llegó a llamárseles "papas ultramontanos".
En el contexto sociopolítico, el término comenzó a utilizarse para referirse a personas o regiones «muy católicas romanas» o «intensamente católicas romanas». Tras el cisma protestante del siglo XVI, varios círculos lo aplicaron para referirse a las personas no separadas de la autoridad del papa, y ya durante la Ilustración del siglo XVIII a quienes eran partidarios de la Santa Sede en contra de las políticas anticlericales que llevaban adelante los gobiernos surgidos del modernismo en los países europeos que evolucionaban hacia el liberalismo clásico. Desde un principio, la Santa Sede rechazó y condenó el triunfo del liberalismo clásico, que conllevaba la separación de la Iglesia y el Estado, el cese de las intervenciones de las monarquías absolutas sobre los asuntos civiles, con el objetivo de que el individuo pueda ejecer su libertad de conciencia en el ámbito político, religioso y económico. Abogando por las libertades civiles bajo el imperio de la ley justa y equitativa. John Lockees considerado el padre del liberalismo clásico.  
Desde su base histórica, el ultramontanismo era la punta de lanza del catolicismo para imponer, atacar, rechazar o condenar aquellas posturas sociales, que proponían el absolutismo monárquico frente a la autonomía de la Iglesia, como el galicanismo francés o el regalismo español, aunque ambos sometidos a la estricta lectura de la fe católica, y defendiendo que la Corona podía intervenir en los asuntos terrenales de sus respectivas iglesias. En el caso concreto de España dicha posición se «traducía en el derecho al patronato regio». Ya en el siglo xix, el ultramontanismo se fomentó con el papa Pío IX, que más tarde sería beatificado por Juan Pablo II, y considerado defensor supremo de la definición de la infalibilidad papal.
Entre los partidarios de los diversos sectores del ultramontanismo decimonónico puede citarse a Jean Lacordaire (1806-1861), el cardenal Henry Manning (1808-1892), Louis Veuillot (1813-1883), William George Ward (1812-1882) y Albert de Mun (1841-1914), que luego se acercaría al socialismo independiente de Aristide Briand; y en España, Alejandro Pidal y Mon (1846-1913), fundador de la Unión Católica, en 1881.